# Савез комуниста Словеније
Савез комуниста Словеније (скраћено: СКС и ZKS) био је друштвено-политичка организација, која је од 1945. до 1990. деловала у Социјалистичкој Републици Словенији, као републичка организација Савеза комуниста Југославије (СКЈ).
Основан је 17. априла 1937. под називом Комунистичка партија Словеније (скраћено: КПС и KPS), од Покрајинског комитета КПЈ за Словенију, који је од оснивања КП Југославије деловао на подручју Словеније. У току Другог светског рата, 1941–1945. формирао је Ослободилачки фронт Словеније (ОФ), преко кога је организовао и руководио Народноослободилачком борбом у Словенији, током које је дошао на власт.
Одлукама Шестог конгреса КПЈ, новембра 1952. преименован је у Савез комуниста Словеније. Након прекида 14. конгреса и распада СКЈ, 4. фебруара 1990. променио је назив у Савез комуниста Словеније – Странка демократских реформи (словен. Zveza komunistov Slovenije – Stranka demokratične prenove; скраћено: СКС–СДР и ZKS-SDP). На Конгресу 27. октобра 1990. из свог назива је избрисао реч Савез комуниста и од тада се звао само Странка демократских реформи. Нова странка се 29. маја 1993. ујединила са више сродних странака и узела назив Здружена листа социјалдемократа (словен. Združeno listo socialnih demokratov; скраћено: ЗЛСД и ZLSD), а од 2005. се зове Социјалдемократе (словен. Socialni demokrati) и данас представља правног наследника СКС.
Од краја Другог светског рата, 1945. до почетка распада Југославије, 1990. био је водећа друштвено-политичка организација у Словенији и имао апсолутну власт. На првим вишепартијским изборима одржаним априла 1990. освојио је 15% гласова, односно 37 (од 240) посланичких места и након 45 година изгубио власт. На изборима за Председништво победио је каднидат СКС—СДР Милан Кучан, који је постао први председник Словеније.

## Историјат
Крајем марта 1919. године, 27. чланова љубљанске секције Југословенске социјалдемократске странке иступило је из њеног чланстав и на тзв. „Ускршњем конгресу“ од 20. до 23. марта 1919. основало Словеначку социјалистичку странку (сло: Slovenska socialistična stranka). Они су тада прихватили политику Владимира Илича Лењина, заузимајући се за оружану револуцију. За првог председника тада је изабран Јанко Петрич, а за секретара Ангела Воде.
Када је, априла 1919. године, у Београду основана Социјалистичка радничка партија (комуниста), Словеначка социјалистичка странка се укључила у њен рад, као секција словеначких комуниста. На Другом конгресу у Вуковару, јуна 1920. године, СРПЈ(к) је променила назив у Комунистичка партија Југославије (КПЈ), а словеначка секција је изгубила свој аутономни положај у оквиру КПЈ.
Скупштина Краљевине СХС је 29. децембра 1920. године донела Обзнану којом је забрањен рад КПЈ. Велики део словеначких комуниста прешао је у илегалу или је отишао у иностранство, посебно у Париз, Беч или Москву, где су наставили са партијским деловањем. Крајем 1920-их година у Словенији је КПЈ имала око 450 чланова.
Тридесетих година комунистичку партију на подручју Словеније почео је да обнаваља Борис Кидрич, а 1937. године унутар КПЈ основане су Комунистичка партија Словеније и Комунистичка партија Хрватске. Оснивање КПС и КПХ било је у складу са остваривањем одлука Четврте конференције КПЈ, одржане септембра 1934. године у Љубљани.
Оснивачки конгрес КП Словеније протекао је у строгој тајности, ноћу између 17. и 18. априла 1937. године на имању Барличевих на Чебинама, код Трбовља. На чело КПС је изабран Едвард Кардељ, који се управо тада вратио из Совјетског Савеза. КПС је тада имала око 250 чланова.
Када је у лето 1937. године вођство над КП Југославије преузео је Јосип Броз Тито, а у вођство Партије тада је укључено чак троје Словенаца: Едвард Кардељ, Франц Лескошек и Миха Маринко.
Током Другог светског рата Комунистичка партија Словеније је, у оквиру Освободилне фронте, која је формирана 27. априла 1941, организовала и руководила оружаном борбом народа Словеније, која је почела 22. јула 1941. године.
Након завршетка рата и ослобођења Словеније и Југославије КП Словеније преузима власт у тада створеној Народној Републици Словенији у оквиру ФНРЈ.
Године 1952. после Шестог конгреса КПЈ, на коме је Комунистичка партија Југославије променила назив у Савез комуниста Југославије и Комунистичка партија Словеније мења назив у Савез комуниста Словеније.
На Четрнаестом (ванредном) конгресу СКЈ, одржаном од 20. до 22. јануара 1990. године у Београду, дошло је до отвореног сукоба између делегација СК Србије и СК Словеније. Срби су се залагали за централизовање Југославије, а Словенци за конфедерацију државе и партије. После два дана рада и оштрих вербалних сукоба, делегација СК Словеније, на челу са Миланом Кучаном, напустила је Конгрес.
Пре првих вишестраначких избора у Словенији, априла 1990. године, СК Словеније је променио назив у Партија Социјалдемократске реформе Словеније. А маја 1993. године с више других странака створила је Уједињену листу социјалних демократа. Од 2005. године носи назив Социјалдемократи.
| датум             | догађај |
| ----------------- | --- |
| 17. април 1937.   | Одржан Оснивачки конгрес Комунистичке партије Словеније, у оквиру КП Југославије |
| 27. априла 1941.  | КПС формирала Ослободилачки фронт Словеније (ОФ) масову антифашистичку организацију која се налазила на челу партизанског покрета у Словенији                                                                  |
| 5. мај 1945.      | Формирана Народна влада Федералне Дражаве Словеније, чиме је КП Словеније дефакто преузела власт у Словенији                                                                                                   |
| 9. мај 1945.      | Ослобођењем Љубљане, током завршних операција за ослобођење Југославије, завршено је ослобођење територије Федералне Државе Словеније                                                                          |
| 27. октобар 1946. | Одржани избори за Уставотворну скупштину НР Словеније, на којима је највећи број гласова освојио Народни фронти Словеније, на чијем се челу налазила КП Словеније, чиме је и дејуре преузела власт у Словенији |
| новембар 1952.    | Одлукама Шестог конгреса КПЈ Комунистичка партија Словеније променила назив у Савез комуниста Словеније |
| 22. јануар 1990.  | Делегација Савеза комуниста Словеније напустила Четрнаести конгрес СКЈ, чиме је СКС дефакто прекинула везe са Савезом комуниста Југославије                                                                    |
| 4. фебруар 1990.  | Савез комуниста Словеније званично прекинуо везе са СКЈ и поменио назив у Савез комуниста Словеније — Странка демократске реформе (СКС-СДР)                                                                    |
| 8. април 1990.    | Одржани први вишепартијски избори у Словенији, на којима је победила опозиција, а СКС-СДП изгубио власт након 45 година                                                                                        |
| 27. октобар 1990. | На Конгресу СКС-СДР, партија из свог назива избацила Савез комуниста и постала само Странка демократске реформе                                                                                                |

## Конгреси
- Први оснивачки конгрес КП Словеније — одржан 17/18. априла 1937. у Чебинама, код Трбовља
- Други конгрес КП Словеније — одржан од 11. до 15. новембра 1948. у Љубљани
- Трећи конгрес СК Словеније — од 18. до 20. маја 1954. у Љубљани
- Четврти конгрес СК Словеније — од 23. до 25. јуна 1959. у Љубљани
- Пети конгрес СК Словеније — од 17. до 20. марта 1965. у Љубљани
- Шести конгрес СК Словеније — од 9. до 11. децембра 1968. у Љубљани
- Седми конгрес СК Словеније — од 3. до 5. априла 1974. у Љубљани
- Осми конгрес СК Словеније —  од 3. до 5. априла 1978. у Љубљани
- Девети конгрес СК Словеније — од 15. до 18. априла 1982. у Љубљани
- Десети конгрес СК Словеније — од 17. до 19. априла 1986. у Љубљани
- Једанаести конгрес СК Словеније — одржан 22. и 23. децембра 1989. у Љубљани
- Дванаести конгрес СК Словеније—Странке демократске реформе — одржан 27. октобра 1990. у Новој Горици

## Лидери
| Преглед руководећих личности КП Словеније / СК Словеније | Преглед руководећих личности КП Словеније / СК Словеније | Преглед руководећих личности КП Словеније / СК Словеније | Преглед руководећих личности КП Словеније / СК Словеније | Преглед руководећих личности КП Словеније / СК Словеније | Преглед руководећих личности КП Словеније / СК Словеније |
| конгресни период                                         | број                                                     | име и презиме                                            | назив функције                                           | назив функције                                           | напомена                                                 |
| конгресни период                                         | број                                                     | име и презиме                                            | почетак мандата                                          | крај мандата                                             | напомена                                                 |
| -------------------------------------------------------- | -------------------------------------------------------- | -------------------------------------------------------- | -------------------------------------------------------- | -------------------------------------------------------- | -------------------------------------------------------- |
| 1 конгрес КПС 1937—1948.                                 |                                                          |                                                          |                                                          |                                                          |                                                          |
| 1                                                        | Франц Лескошек                                           | секретар Централног комитета 1937—1966.                  | секретар Централног комитета 1937—1966.                  |                                                          |                                                          |
| 1                                                        | Франц Лескошек                                           | 17. април 1937.                                          | 15. новембар 1948.                                       |                                                          |                                                          |
| 2 конгрес СКС 1948—1954.                                 | 2                                                        | Миха Маринко                                             | 15. новембар 1948.                                       | 20. мај 1954.                                            |                                                          |
| 3 конгрес СКС 1954—1959.                                 | 2                                                        | Миха Маринко                                             | 20. мај 1954.                                            | 25. јун 1959.                                            |                                                          |
| 4 конгрес СКС 1959—1965.                                 | 2                                                        | Миха Маринко                                             | 25. јун 1959.                                            | 20. март 1965.                                           |                                                          |
| 5 конгрес СКС 1965—1968.                                 | 2                                                        | Миха Маринко                                             | 20. март 1965.                                           | 17. октобар 1966.                                        |                                                          |
| 5 конгрес СКС 1965—1968.                                 | 3                                                        | Алберт Јакопич                                           | председник Централног комитета 1966—1982.                | председник Централног комитета 1966—1982.                |                                                          |
| 5 конгрес СКС 1965—1968.                                 | 3                                                        | Алберт Јакопич                                           | 17. октобар 1966.                                        | 11. децембар 1968.                                       |                                                          |
| 6 конгрес СКС 1968—1974.                                 | 4                                                        | Франце Попит                                             | 11. децембар 1968.                                       | 5. април 1974.                                           |                                                          |
| 7 конгрес СКС 1974—1978.                                 | 4                                                        | Франце Попит                                             | 5. април 1974.                                           | 5. април 1978.                                           |                                                          |
| 8 конгрес СКС 1978—1982.                                 | 4                                                        | Франце Попит                                             | 5. април 1978.                                           | 18. април 1982.                                          |                                                          |
| 9 конгрес СКС 1982—1986.                                 | 5                                                        | Андреј Маринц                                            | председник Председништва Централног комитета 1982—1991.  | председник Председништва Централног комитета 1982—1991.  |                                                          |
| 9 конгрес СКС 1982—1986.                                 | 5                                                        | Андреј Маринц                                            | 18. април 1982.                                          | 18. мај 1984.                                            |                                                          |
| 9 конгрес СКС 1982—1986.                                 | 5                                                        | Андреј Маринц                                            | 18. мај 1984.                                            | 19. април 1986.                                          |                                                          |
| 10 конгрес СКС 1986—1989.                                | 6                                                        | Милан Кучан                                              | 19. април 1986.                                          | 1988.                                                    |                                                          |
| 10 конгрес СКС 1986—1989.                                | 6                                                        | Милан Кучан                                              | 1988.                                                    | 23. децембар 1989.                                       |                                                          |
| 11 конгрес СКС 1989—1993.                                | 7                                                        | Цирил Рибичич                                            | 23. децембар 1989.                                       | 27. октобар 1990.                                        |                                                          |